# هارفي فوكوا
هارفي فوكوا (بالإنجليزية: Harvey Fuqua)‏ هو موسيقي وكاتب أغاني ومنتج أسطوانات ومغني أمريكي، ولد في 27 يوليو 1929 في لويفيل في الولايات المتحدة، وتوفي في 6 يوليو 2010 في ديترويت في الولايات المتحدة بسبب نوبة قلبية.

## وصلات خارجية
- هارفي فوكوا على موقع IMDb (الإنجليزية)
- هارفي فوكوا على موقع الموسوعة البريطانية (الإنجليزية)
- هارفي فوكوا على موقع ميوزك برينز (الإنجليزية)
- هارفي فوكوا على موقع ميوزك برينز (الإنجليزية)
- هارفي فوكوا على موقع أول ميوزيك (الإنجليزية)
- هارفي فوكوا على موقع ديسكوغز (الإنجليزية)
- هارفي فوكوا على موقع ديسكوغز (الإنجليزية)